# Figoni et Falaschi
Фигони и Фаласки (фр. Figoni et Falaschi) — французское предприятие по производству кузовов для легковых автомобилей по индивидуальным заказам. Создано в 1935 году в Париже двумя выходцами из Италии — мастером-кузовщиком Джузеппе Фигони и бизнесменом Овидио Фаласки. Существовало до 1955 года, приобрело широкую известность.
Джузеппе Фигони (1894—1978) родился в многодетной семье в Пьяченце. Около 1897 года семья переселилась во Францию. Джузеппе с ранних лет начал работать в каретной мастерской Vachet, впоследствии Carrosserie Automobile, и в конце концов стал её владельцем. Первые автомобильные кузова под своим именем Фигони построил в середине 1920-х годов. В начале 1930-х он приобрел известность как автор аэродинамических кузовов для гоночных автомобилей «Альфа-Ромео» и «Бугатти», участвовавших в гонке «24 часа Ле-Мана».
В 1935 году компаньоном Фигони стал Овидио Фаласки, уроженец Тосканы, располагавший солидными финансовыми возможностями, полезными связями и собственным взглядом на то, как должны выглядеть роскошные автомобили.
Мы были настоящими кутюрье в мире автомобильных кузовов, мы одевали и раздевали шасси раз, другой, третий, а то и больше, пока не добивались тех линий, которые хотели придать ансамблю шасси и кузова.Овидио Фаласки
После Второй мировой войны спрос на заказные кузова в Европе резко сократился, а во Франции и вовсе почти сошел на нет из-за высоких налогов на роскошь, введенных правительством социалистов. Стараясь сохранить дело, Фигони в конце 1940-х — первой половине 1950-х годов разработал кузова для нескольких недорогих серийных моделей фирмы SIMCA (кабриолеты и спортивные купе для моделей SIMCA 7, 8 и 9), но их выпуск ограничился мизерной серией. В 1955 году предприятие Фигони и Фаласки пришлось перепрофилировать в дилерский салон и сервисный центр итальянских марок «Лянча» и «Аутобьянки».